# Соузгинское сельское поселение
Соузгинское сельское поселение — муниципальное образование в Майминском муниципальном районе Республики Алтай Российской Федерации. Административный центр — село Соузга.

## История
Соузгинское сельское поселение на территории Майминского муниципального района было образовано в результате муниципальной реформы 2006 года.

## Население
| 2008  | 2009  | 2010  | 2011  | 2012  | 2013  | 2014  | 2015  | 2016  |
| ----- | ----- | ----- | ----- | ----- | ----- | ----- | ----- | ----- |
| 1271  | ↗1332 | ↘1260 | ↗1262 | ↗1294 | ↗1321 | ↗1388 | ↗1401 | ↗1415 |
| 2017  | 2018  | 2019  | 2020  | 2021  |       |       |       |       |
| ↗1430 | ↗1448 | ↘1428 | ↗1451 | ↘1211 |       |       |       |       |

## Состав сельского поселения
| № | Населённый пункт | Тип населённого пункта       | Население |
| - | ---------------- | ---------------------------- | --------- |
| 1 | Соузга           | село, административный центр | ↗1267     |
| 2 | Черемшанка       | посёлок                      | ↗96       |
| 3 | Турбаза «Юность» | посёлок                      | ↘52       |